# Alomya pygmaea
Alomya pygmaea är en stekelart som beskrevs av Heinrich 1949. Alomya pygmaea ingår i släktet Alomya och familjen brokparasitsteklar. Inga underarter finns listade i Catalogue of Life.